# Pige med perleørering (bog)
 For alternative betydninger, se Pige med perleørering (flertydig). (Se også artikler, som begynder med Pige med perleørering)
Pige med perleørering er en historisk roman af Tracy Chevalier fra 1999 (dansk udgave 2002). Bogen, som foregår i det 17. århundredes Delft i Holland, er en fiktiv fortælling om maleren Johannes Vermeers maleri Pige med perleørering (ca.1665), om maleren, pigen der stod model, Vermeers kone og svigermor og andre personer. Romanen blev i 2003 filmatiseret under samme titel.
Der er den første af Chevaliers romaner, der er oversat til dansk.

## Baggrund
Tracy Chevaliers inspiration til bogen var en plakat med Vermeers maleri. Plakaten havde hun købt som 19-årig, og den fulgte hende de næste 16 år. Chevalier bemærker, at pigens ansigt viser en tvetydighed, som efterlod et stort og blivende indtryk. Hun beskriver pigens udtryk "en mængde modsætninger: uskyldig og alligevel erfaren - glad, men alligevel ulykkelig - fuld af længsel, men alligevel fuld af tab",
Chevalier mente, at pigen måtte have projiceret alle disse modstridende følelser på Vermeer og begyndte at tænke på hvilke historier, der kunne ligge til grund for det tvetydige udtryk.
Chevaliers studerede den historiske periode, Vermeers og andre af tidens malerier og tog til Delft. Hun var gravid, mens hun skrev bogen. Hun var færdig på otte måneder, da hun havde en ”biologisk deadline”.

## Karakterer
- Griet, en sekstenårig tjenestepige i Vermeers hjem. Hun er hovedpersonen og fortælleren i romanen. Chevalier beskriver hende som intelligent og indsigtsfuld og med en god sans for æstetik
- Johannes Vermeer, en hollandsk kunstmaler. Chevalier forsøgte med vilje at afholde sig fra en videre karakteropbygning af Vermeer, da hun ønskede at bibeholde det gådefulde skær, som kommer af, at så lidt kendes til ham.
- Catharina Vermeer, Johannes Vermeers kone. Chevalier fandt det ganske let af leve sig ind i Catharinas karakter og i hendes jalousi mod den unge Griet, da hun selv var gravid, da hun skrev den. Catharina fik 14 børn og var nok gravid på det tidspunkt.
- Maria Thins, Vermeers svigermor der er venlig mod Griet.
- Tanneke, en ældre tjener i Vermeers hus, som hjælper Griet med at indpasse sig i husholdningen
- Maertge, Vermeers ældste datter der er veninde med Griet.
- Cornelia, Vermeers tredje datter som har set sig sur på Griet.
- Pieter, slagterens søn, som er forelsker i Griet
- Agnes, Griets 10-årige søster, som dør af pest.
- van Ruijven, en af Vermeers mæcener, som forgriber sig på sine egne tjenestepiger. Han havde set Griet og havde bestilt Vermeer til at male et portræt af hende.

## Modtagelser
Bogen Pige med perleørering fik fem stjerne af Alt for Damerne og Berlingske Tidende og rosende omtale af Politiken.

## Udgaver

### Engelske
- 1999: HarperCollins, 1. UK udgave. ISBN 0-002-25890-0
- 2000: Dutton. 1. US udgave. ISBN 0-525-94527-X
- 2000: HarperCollins. 1. UK paperbackudgave. ISBN 0-006-51320-4
- 2001: Plume Press. US paperbackudgave. ISBN 0-452-28215-2
- 2003: HarperCollins. UK paperbackudgave i forbindelse med filmen. ISBN 0-007-17282-6
- 2005: HarperCollins. UK specialudgave, med farvebilleder. Udgivet som fejring af 1 millioner solgte eksemplarer. ISBN 0-007-21800-1

### Danske
- 2002: PP Forlag, 1. udgave. 2 oplag. ISBN 87-90799-32-1
- 2003: PP Forlag, 2. udgave. 1 oplag. ISBN 87-90799-77-1
- 2003: Nyt Dansk Litteraturselskab
- 2005: PP Forlag; 3. udgave. 2 oplag. ISBN 87-90799-79-8
- 2005: PP Forlag; 4. udgave. 7 oplag. ISBN 87-7677-000-1
- 2007: Jentas Pocket; 5.. udgave. ISBN 978-87-7677-051-8